# Lytta cribrata
Lytta cribrata är en skalbaggsart som beskrevs av Leconte 1853. Lytta cribrata ingår i släktet Lytta och familjen oljebaggar. Inga underarter finns listade i Catalogue of Life.